# Kiawentiio
Kiawenti:io Tarbell (Akwesasne, Quebec, 28 de abril de 2006), conocida como Kiawentiio, es una actriz, cantautora y artista visual canadiense. Es conocida por su papel de Kakwet, una niña Micmac, en la tercera temporada de la aclamada serie Anne with an E.
Tarbell hizo su debut televisivo como Ka'kwet en la tercera temporada de la serie de CBC Anne with an E (2019). Al año siguiente hizo su debut cinematográfico en el papel principal de Beans (2020), escrita y dirigida por Tracy Deer. La actriz fue nombrada One to Watch por el Círculo de Críticos de Cine de Vancouver por su papel. En agosto de 2021, fue elegida como Katara en la próxima adaptación de acción en vivo de Netflix de Avatar: The Last Airbender.

## Primeros años y educación
Tarbell nació en una familia Mohawk en Akwesasne (Canadá). Su primer nombre significa "buena mañana" en Kanienʼkéha (el idioma Mohawk). Sus padres son Barbara y Corey Tarbell. Creció en una casa en Kawehno:ke (también conocida como Cornwall Island) y asistió a Akwesasne Freedom School. Vive entre Ottawa, Montreal y Nueva York. En el lado estadounidense, esta parte de Akwesasne también se conoce como la Reserva St. Regis Mohawk.

## Carrera profesional
Tarbell fue una de las 200 actrices indígenas canadienses que audicionaron para el papel de Ka'kwet, que aparece en una historia indígena en la temporada 3 de Anne with an E. Tuvo que aprender a hablar el idioma micmac y obtener una comprensión de su tribu, historia y cultura. También protagonizó el papel principal de Beans como una niña Mohawk de 12 años que vivía en Kahnawake en 1990, en el momento de la Crisis de Oka, una actuación en la que el Círculo de Críticos de Cine de Vancouver le otorgó el premio One to Watch.
Ha aparecido como el personaje recurrente Maya Thomas en la comedia de situación de Peacock Rutherford Falls (2021). En 2021, también fue seleccionada para interpretar a Katara en la próxima versión de acción en vivo de Netflix de la serie Avatar: The Last Airbender.

## Discografía

### EP
| Título     | Detalles          |
| ---------- | ----------------- |
| In My Head | Lanzamiento: 2021 |

### Sencillos
- "Light at the End" (2020) de Beans

## Filmografía

### Películas
| Año  | Título     | Rol                  | Notas                              |
| ---- | ---------- | -------------------- | ---------------------------------- |
| 2020 | Beans      | Beans/Tekehentahkhwa | Protagonista, película Prime Video |
| 2022 | N'xaxaitkw | Zarya                | Protagonista, cortometraje         |

### Televisión
| Año           | Título                     | Papel       | Notas                                              |
| ------------- | -------------------------- | ----------- | -------------------------------------------------- |
| 2019          | Anne with an E             | Ka'kwet     | Elenco recurrente 5 episodios, serie de TV Netflix |
| 2021          | Rutherford Falls           | Naya Thomas | Invitada 2 episodios, serie de TV                  |
| 2023          | What If...?                | Wahta (voz) | Invitada 1 episodio, serie de TV Disney+           |
| 2024-presente | Avatar: The Last Airbender | Katara      | Papel principal, serie de TV Netflix               |